# یزدین
یزدین رئیس مالیات ارضی در زمان خسروپرویز، شاهنشاه ساسانی ایران بود.
این سمت را در زمان ساسانی، واستریوشان‌سالار می‌خواندند و به معنی رئیس فلاحان است. یزدین دین نصاری داشت. تاریخچهٔ این مرد شرح مفیدی از احوال اجتماعی آن عهد به شمار می‌آید. خانوادهٔ او که اصلاً سریانی بود. در کرخای بیث سلوخ (کرکوک فعلی) املاک پهناور داشت.
یزدین ظاهراً در دیوان خراج دارای مقامی بلند بوده‌است. هنگام لشکرکشی همراه سپاه می‌رفت تا از غنیمت جنگ و خراج رعیت، پیوسته خزانه را سرشار بدارد. گویند هر بامداد هزار شمش نقره و زر به خزانه می‌فرستاد. یزدین نظیر این جهدی را که در انباشتن خزاین پادشاه بکار می‌بست در حمایت همکیشان خود نیز مبذول می‌داشت از این جهت مورخان عیسوی از او جانبداری کرده از استفاده و حیف و میل‌هایی که برای پر کردن کیسهٔ خود مبذول می‌کرد چشم پوشیده در ستایش احسان و قوت ایمان او داد سخن داده‌اند.
یزدین صومعه را که شیرین محبوبه خسروپرویز بنا نهاده بود از خواسته و اثاثیه گرانبها بی‌نیاز کرد و در همهٔ جهان کلیساها و دیرها ساخت مانند بیت المقدس آسمانی و چنانکه یوسف در چشم فرعون عزیز بود یزدین نیز در نظر خسرو عزت داشت بلکه بیش از یوسف محبوب بود. در آنوقت که ایرانیان به بیت المقدس دست یافتند، یزدین غنیمتی گزاف به تیسفون فرستاد، من جمله از چیزهاییکه در انظار عیسویان بسیار عزت داشت قطعه‌ای از دار عیسی بود که صلیب راستین نام دارد. خسرو آنرا با تشریفات زیاد در گنج تازه که در پایتخت ساخته بود، قرار داد. یهودیان بیت المقدس که موقع را برای کشیدن انتقام از عیسویان مغتنم شمرده و کلیساها را آتش زده بودند، بنابر پیشنهاد یزدین و فرمان پادشاه بدار آویخته شدند و اموال آنان ضبط شد. پس یزدین بعضی از کلیساها را از نو بنا نهاد. منزلت یزدین دوامی نیافت. علت سقوط او معلوم نیست اما هنگامی که سپاه هراکلیوس به نواحی مغرب ایران روی نهاد خسرو فرمان داد تا یزدین را کشتند و زنش را در شکنجه نهادند شاید بگوید که یزدین گنج‌های گرد آورده را کجا نهفته‌است.
یکی از فرزندان یزدین، شمطا نام داشت. خسرو با توقیف و اعدام یزدین با بهانه‌ای واهی پسر وی را چند سال بعد در رأس مخالفان و بدخواهان خویش قرار داد. شمطا در شورشی که منتهی به خلع و قتل پرویز شد، از پیشقدمان بود. شمطا پس از خلع خسرو به فرمان شیرویه همراه با مهرهرمزد پسر مردانشاه که او نیز پدرش به دست خسرو پرویز کشته شده بود، در قلعه فراموشی را گشودند و جماعتی بسیار از زندانیان سیاسی از زندان نجات یافتند.  شیرویه برادران خود را به تحریک شمطا و سایر بزرگان هلاک کرد. چندی بعد شیرویه شمطای یزدین را که محرک واقعی قتل خسرو بود به بهانه‌ای مجازات کرد. شمطای جاه‌طلب چندی بعد از این واقعه متهم به دعوی سلطنت شد و به فرمان شیرویه دست راستش را بریده به زندانش افکندند. پس از به سلطنت رسیدن شهروراز چون در سابق شمطا به یکی از دختران شهروراز اهانت کرده بود، به فرمان شاه، شمطا را از زندان برآورده و مصلوب کردند. 